# Elkin Fernando Álvarez Botero
Monsenhor Elkin Fernando Álvarez Botero (El Retiro, 21 de novembro de 1968 – El Retiro, 8 de julho de 2023) foi um clérigo católico romano colombiano. Foi nomeado Bispo Auxiliar da Arquidiocese de Medellín em 28 de maio de 2012 e sua Ordenação Episcopal foi em 4 de agosto do mesmo ano na Catedral de Medellín  .

## Biografia

### Primeiros anos e formação
Nasceu em El Retiro, Antioquia, filho de Teresa Botero e Guillermo Álvarez. Ele tem dois irmãos e uma irmã.
Depois de frequentar a escola primária e parte da secundária em seu município de origem, em 1983, ingressou no Seminário Menor Diocesano Nossa Senhora em Marinilla, onde concluiu o ensino médio e cursou Filosofia, de 1987 a 1988. Cursou Teologia no Seminário Nacional Cristo Sacerdote, em La Ceja, de 1988 a 1991 .
Cursou Teologia Bíblica na Pontifícia Universidade Gregoriana de Roma, obtendo licenciatura, entre 1992 e 1994 . 

### Sacerdócio
Foi ordenado presbítero na capela do Colégio Internacional Maria Mater Ecclesiae, por imposição das mãos de Dom Flavio Calle Zapata, então bispo da Diocese de Sonsón-Rionegro, em 1 de julho de 1993.
De volta à Colômbia, especializou-se em Doutrina e Pastoral Social na Igreja na Universidad Católica de Oriente em Rionegro.
Em 1992, foi vigário paroquial diácono da Catedral de Sonsón. Entre 1996 e 2003, foi delegado episcopal para a Animação Bíblica da Pastoral da diocese de Sonsón - Rionegro .
Também, entre 1999 e 2003, foi membro do Conselho Presbiteral e do Colégio de Consultores da Diocese de Sonsón - Rionegro . Depois de trabalhar como pároco e conferencista, ele se tornou reitor do Seminário Nacional de La Ceja em 2000. De 2003 a 2009, trabalhou para a Nunciatura Apostólica na capital colombiana, Bogotá. Entre 2010 e 2012, foi Diretor dos Departamentos de Ministérios Ordenados e Vida Consagrada da Conferência Episcopal da Colômbia .

### Morte
Ele morreu repentinamente em sua terra natal, El Retiro, em 8 de julho de 2023. Nesse mesmo dia, uma Eucaristia de Ação de Graças seria celebrada por seus 30 anos de vida sacerdotal.

## Episcopado

### Bispo Auxiliar de Medellín
O Papa Bento XVI nomeou-o, em 28 de maio de 2012, bispo-auxiliar de Medellín e titular de Gemelle di Numidia. O arcebispo de Medellín, Dom Ricardo Antonio Tobón Restrepo, deu-lhe a ordenação episcopal, em 4 de agosto do mesmo ano; Os co-consagrantes foram Dom Flavio Calle Zapata, agora arcebispo de Ibagué, e Dom Héctor Ignacio Salah Zuleta, bispo de Diocese de Riohacha . 

### Secretário-geral da Conferência Episcopal Colombiana
Em 6 de julho de 2017, foi eleito secretário-geral da Conferência Episcopal Colombiana. Exerceu esta função até 4 de julho de 2021, sendo sucedido por Dom Luis Manuel Alí Herrera, bispo-auxiliar de Bogotá .

### Bispo de Santa Rosa de Osos
Em 22 de outubro de 2020, foi nomeado pelo Papa Francisco como bispo da Diocese de Santa Rosa de Osos, enquanto ocupava o cargo de Secretário-Geral da Conferência Episcopal da Colômbia desde 2016.
Álvarez Botero faleceu em 8 de julho de 2023, aos 54 anos.

## Participação em questões sociais na Colômbia
Monsenhor Álvarez Botero demonstrou, durante seus anos de serviço, grande interesse em encontrar soluções para as questões sociais na Colômbia.
No ano de 2021, como resultado dos protestos sociais neste país latino-americano, ele teve o desejo de compartilhar a mensagem do Papa Francisco com todos os crentes, para tentar encontrar soluções para essa situação. Esta foi uma mensagem convidando as partes envolvidas a tratar os problemas com diálogo e tolerância, segundo os princípios da Doutrina Social da Igreja. A Igreja Católica, juntamente com a Organização das Nações Unidas, participou como garante nos diálogos entre o governo e os diferentes setores que lideraram os protestos  .